# Chris Hughton
Christopher William Gerard « Chris » Hughton, né le 11 décembre 1958 à Stratford, est un footballeur international irlandais, reconverti comme entraîneur.

## Biographie
Défenseur (arrière gauche) de Tottenham dans les années 1980, Hughton compte 53 sélections en équipe d'Irlande entre 1979 et 1991. Il fut le premier joueur métis à porter les couleurs de la sélection irlandaise.
Il a notamment participé à la coupe du monde 1990 où l'Eire a atteint les quarts de finale, seulement battue par le pays organisateur, l'Italie.
Après la fin de sa carrière de joueur en 1993, Hughton est devenu l'entraîneur de l'équipe des moins de 21 ans de Tottenham, avant de devenir l'entraîneur adjoint de l'équipe première en 2001. Il a ensuite été le sélectionneur-adjoint de la sélection irlandaise de 2003 à 2005. En 2008, il est devenu l'adjoint de Kevin Keegan à Newcastle, avant d'être nommé entraîneur par intérim à la suite du départ de celui-ci.
Toujours second sous les ordres de son compatriote Joe Kinnear puis de Alan Shearer, durant la saison 2008-2009 qui voit les joueurs de Newcastle, il est désigné entraineur l'année suivante. Il commença, cependant, comme intérimaire avant de se voir attribuer officiellement le poste d'entraineur numéro un. Il connait une excellente première partie de saison où son équipe termine première avec 6 points d'avance sur son premier poursuivant. Il obtient le titre de meilleur manager des mois d'août, septembre et novembre.
Il est licencié le 6 décembre 2010, alors que son club est 11e de Premier League, avec 4 points d'avance sur la zone rouge. Son éviction est justifiée par la volonté de recourir à un entraîneur plus expérimenté afin de maintenir durablement le club. Entre-temps, l'entraîneur adjoint et ex-joueur Peter Beardsley prend le poste à titre provisoire.
Pour la saison 2011-2012, il entraine le club de Birmingham City, qui évolue en Championship, la deuxième division anglaise. Au terme de la saison, il obtient un ticket pour les barrages vers la montée en Premier League, sans toutefois y parvenir, c'est finalement West Ham qui obtient la troisième place pour la saison prochaine.
Le 7 juin 2012, à la suite de la démission de Paul Lambert, qui choisit de rejoindre Aston Villa, Hughton devient le nouvel entraineur de Norwich City, onzième de la dernière saison de Premier League.
Le 6 avril 2014, il est limogé et remplacé avec l'entraîneur des jeunes, Neil Adams, à la suite de la défaite des Canaries, battus 1-0 par West Brom, qui se retrouvent avec cinq points d'avance sur la zone de relégation avec cinq matchs à disputer.
Le 31 décembre 2014, il devient entraîneur de Brighton. Il est remercié le 13 mai 2019 à la suite de mauvais résultats.
Le 6 octobre 2020, il devient entraîneur du Nottingham Forest en remplacement de Sabri Lamouchi.
Le 12 février 2023, il est nommé sélectionneur du Ghana en remplacement de Otto Addo.
Le 24 janvier 2024, la Fédération ghanéenne a annoncé son licenciement.

## Palmarès

### En club

#### Comme joueur
- Vainqueur de la Coupe d'Angleterre en 1981 et 1982 avec Tottenham
- Vainqueur de la Coupe de l'UEFA en 1984 avec Tottenham

#### Comme entraîneur
- Vainqueur du Championnat d'Angleterre de football D2 en 2010 avec Newcastle

### Distinctions personnelles
- Entraîneur du mois de Premier League (D1) : février 2018[4]
- Entraîneur de l'année de Championship (D2) : 2010
- Entraîneur du mois de Championship (D2) : octobre 2011[5] et janvier 2012[6]

## Statistiques d'entraîneur
| Club                        | Début            | Fin               | Résultats | Résultats | Résultats | Résultats | Résultats |
| Club                        | Début            | Fin               | M         | V         | N         | D         | V. %      |
| --------------------------- | ---------------- | ----------------- | --------- | --------- | --------- | --------- | --------- |
| Tottenham Hotspur (intérim) | 20 novembre 1997 | 25 novembre 1997  | 1         | 0         | 0         | 1         | 0,0       |
| Tottenham Hotspur (intérim) | 7 septembre 1998 | 1er octobre 1998  | 6         | 3         | 1         | 2         | 50,0      |
| Newcastle United (intérim)  | 8 septembre 2008 | 29 septembre 2008 | 4         | 0         | 0         | 4         | 0,0       |
| Newcastle United (intérim)  | 7 février 2009   | 2 avril 2009      | 6         | 1         | 2         | 3         | 16,7      |
| Newcastle United            | 1er juin 2009    | 6 décembre 2010   | 70        | 39        | 17        | 14        | 55,7      |
| Birmingham City             | 22 juin 2011     | 7 juin 2012       | 62        | 26        | 21        | 15        | 41,9      |
| Norwich City                | 7 juin 2012      | 6 avril 2014      | 82        | 24        | 23        | 35        | 29,3      |
| Brighton & Hove Albion      | 31 décembre 2014 | 13 mai 2019       | 215       | 88        | 57        | 70        | 40,9      |
| Nottingham Forest           | 6 octobre 2020   | 16 septembre 2021 | 53        | 14        | 17        | 22        | 26,4      |
| Total                       | Total            | Total             | 497       | 194       | 138       | 165       | 39,0      |

## Sources
- (en) Stephen McGarrigle, The Complete who's who of Irish international football : 1945-1996, Edimbourg, Mainstream Publishing, octobre 1996, 237 p. (ISBN 1-85158-894-9), p. 97-98